# Saison 2016 de l'équipe cycliste HP BTP-Auber 93
La saison 2016 de l'équipe cycliste HP BTP-Auber 93 est la vingt-troisième de cette équipe.

## Préparation de la saison 2016

### Arrivées et départs
| Arrivées      | Équipe 2015                  |
| ------------- | ---------------------------- |
| Romain Feillu | Bretagne-Séché Environnement |

| Départs       | Équipe 2016            |
| ------------- | ---------------------- |
| Steven Tronet | Fortuneo-Vital Concept |

## Coureurs et encadrement technique

### Effectif

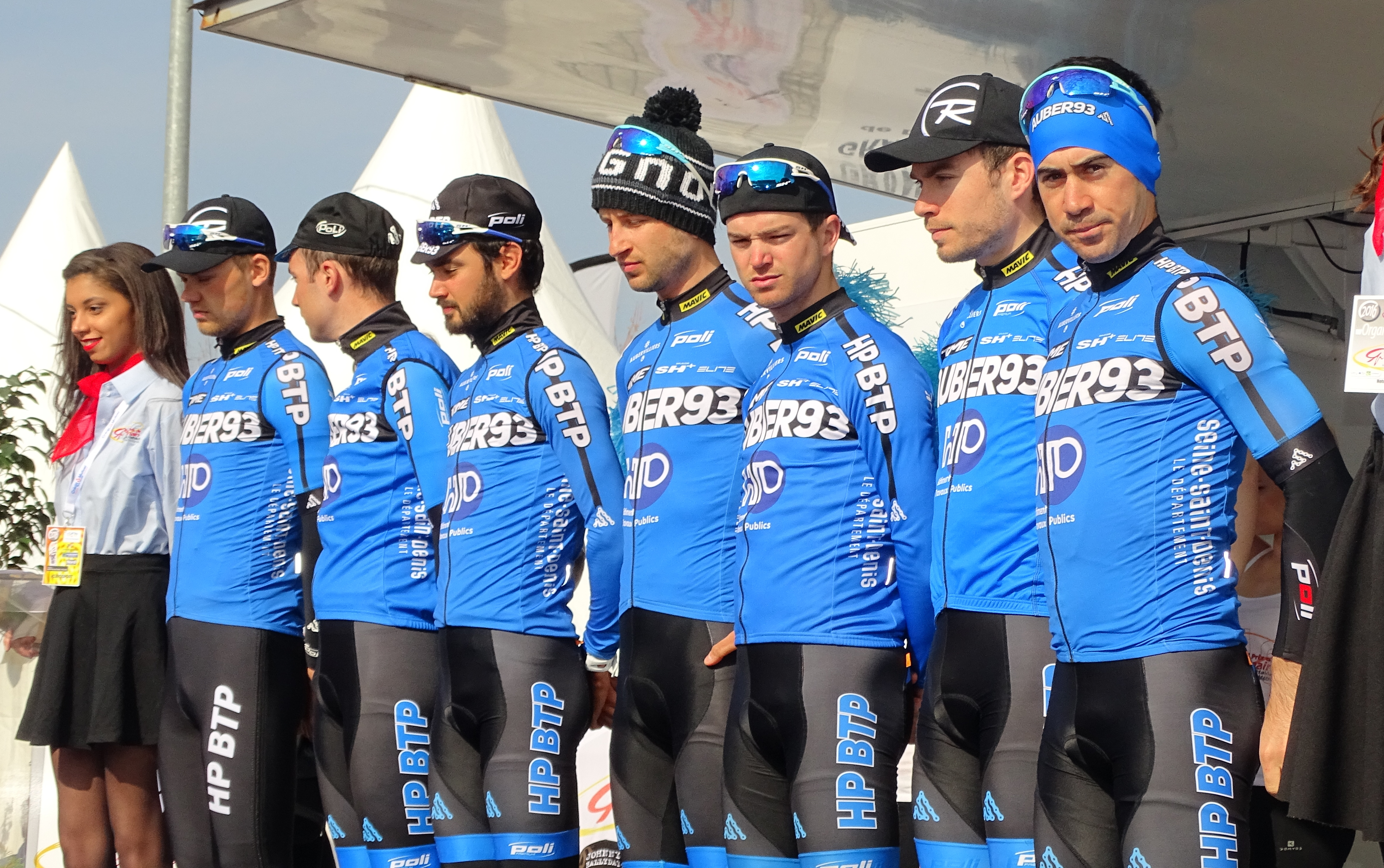
Alo Jakin, César Bihel, Anthony Maldonado, Flavien Dassonville, Maxime Renault, David Menut et Julien Guay lors du Grand Prix de Denain.

| Cycliste            | Date de naissance | Nationalité | Équipe 2015                  |  |
| ------------------- | ----------------- | ----------- | ---------------------------- |  |
| César Bihel         | 11 avril 1988     | France      | Auber 93                     |  |
| Flavien Dassonville | 16 février 1991   | France      | Auber 93                     |  |
| Romain Feillu       | 16 avril 1984     | France      | Bretagne-Séché Environnement |  |
| Pierre Gouault      | 9 février 1993    | France      | Auber 93                     |  |
| Julien Guay         | 9 octobre 1986    | France      | Auber 93                     |  |
| Alo Jakin           | 14 novembre 1986  | Estonie     | Auber 93                     |  |
| Guillaume Levarlet  | 25 juillet 1985   | France      | Auber 93                     |  |
| Anthony Maldonado   | 9 avril 1991      | France      | Auber 93                     |  |
| David Menut         | 11 mars 1992      | France      | Auber 93                     |  |
| Maxime Renault      | 2 janvier 1990    | France      | Auber 93                     |  |
| Théo Vimpère        | 3 juillet 1990    | France      | Auber 93                     |  |
| Stagiaire           | Date de naissance | Nationalité | Équipe 2016                  |  |
| Damien Touzé        | 7 juillet 1996    | France      | CC Étupes                    |  |

Portraits
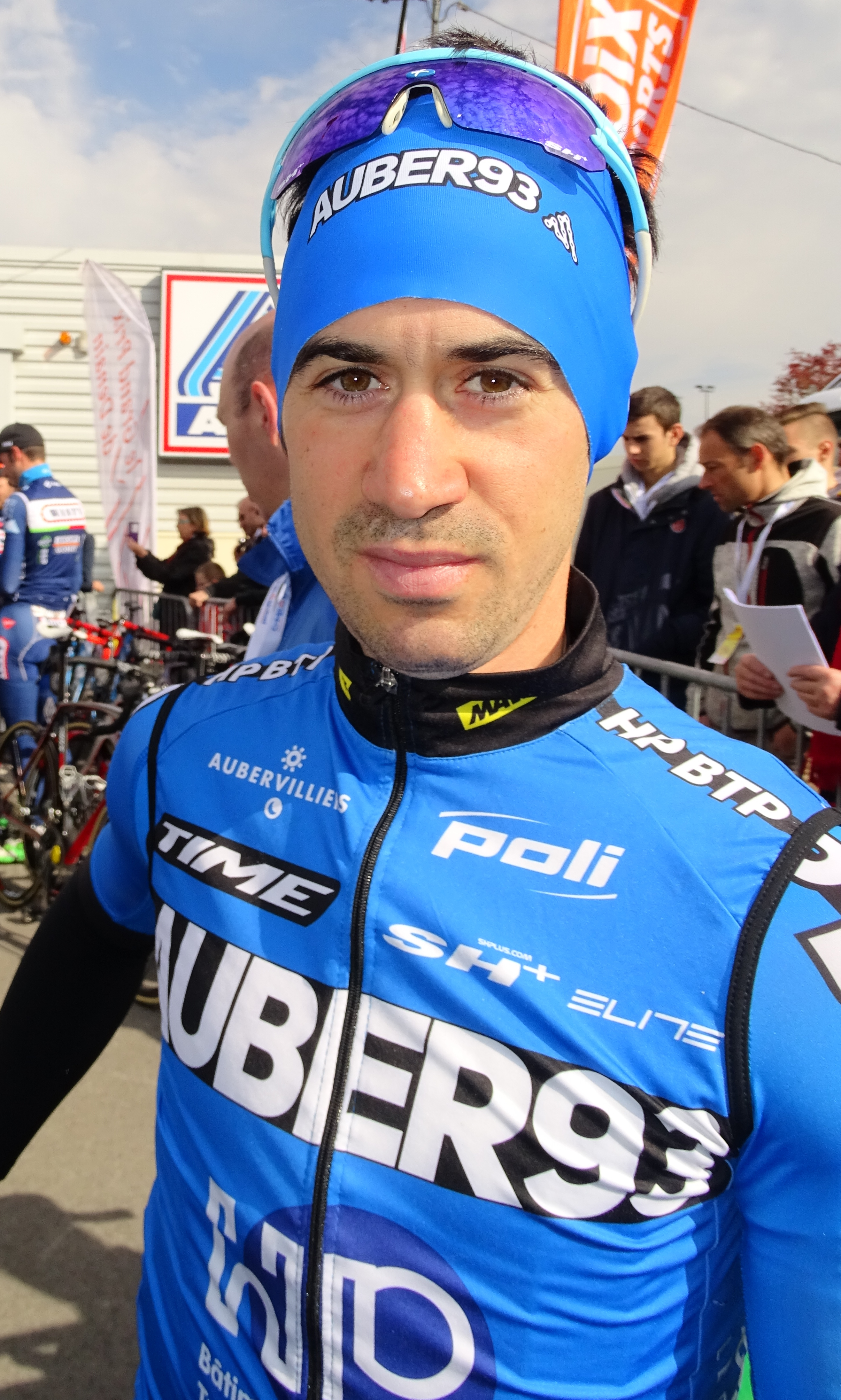
Julien Guay.
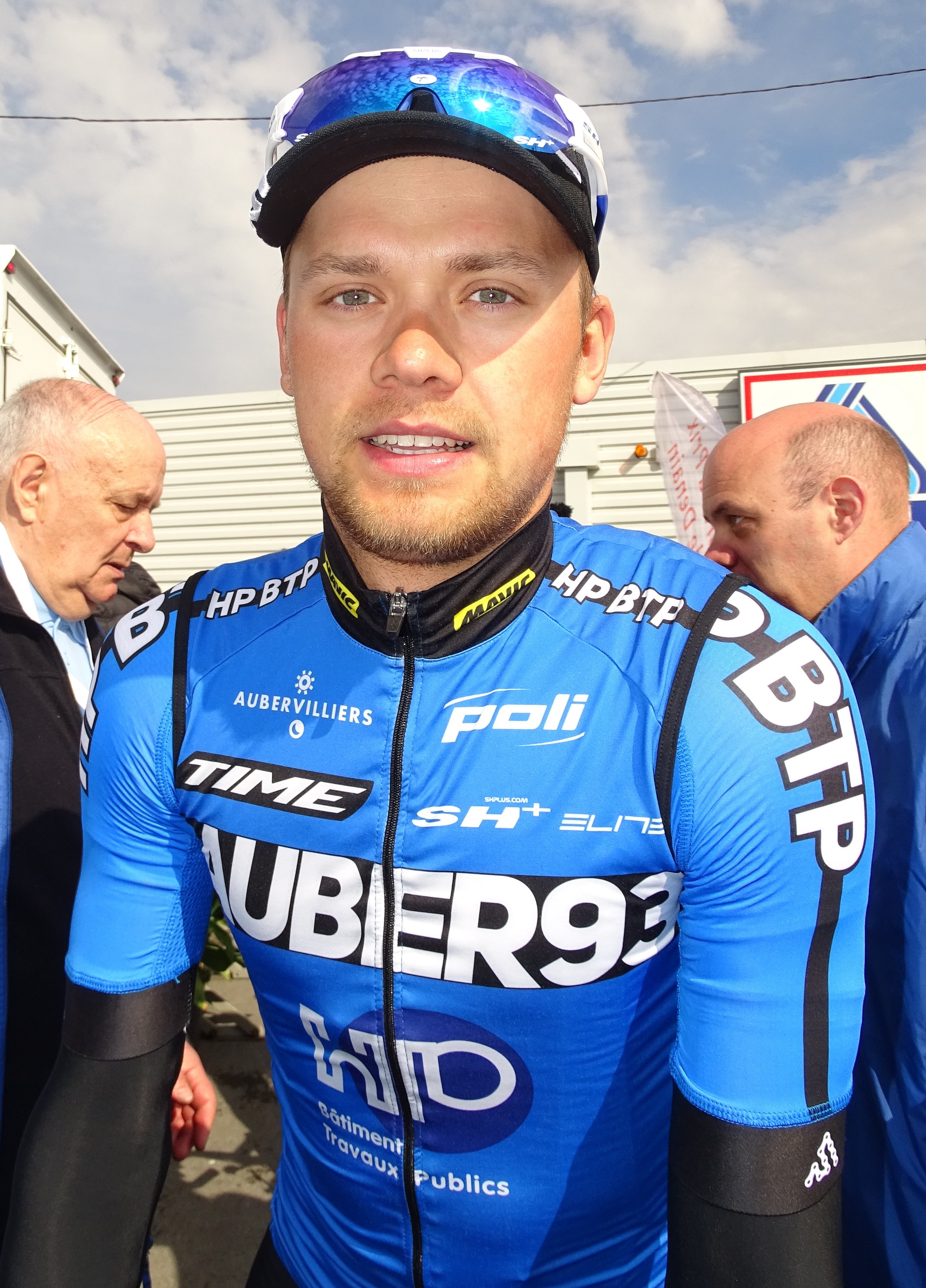
Alo Jakin.
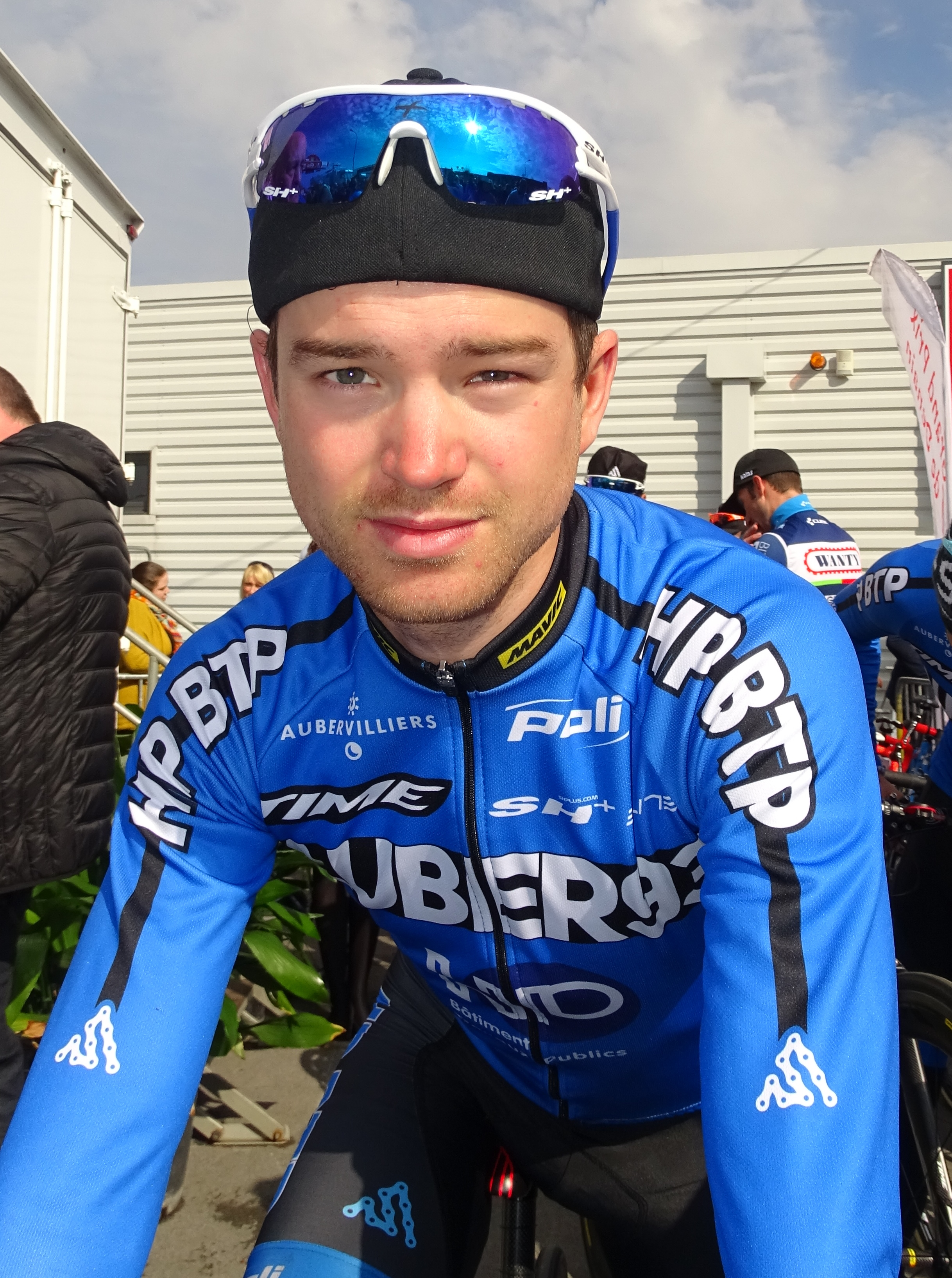
Maxime Renault.

## Bilan de la saison

### Victoires
| Date       | Course                                         | Pays   | Classe | Vainqueur |
| ---------- | ---------------------------------------------- | ------ | ------ | --------- |
| 10/04/2016 | 4e étape du Circuit des Ardennes international | France | 2.2    | Alo Jakin |

### Classement UCI
Position des coureurs de l'équipe dans le classement UCI Europe Tour 2016 au 04 septembre 2016
|                     | Position | Pts     |
| ------------------- | -------- | ------- |
| équipe AUB          | 24e      | 804 pts |
| Romain Feillu       | 70e      | 292 pts |
| David Menut         | 243e     | 141 pts |
| Alo Jakin           | 286e     | 124 pts |
| Anthony Maldonado   | 463e     | 75 pts  |
| Flavien Dassonville | 641e     | 48 pts  |
| Théo Vimpère        | 682e     | 43 pts  |
| Guillaume Levarlet  | 700e     | 41 pts  |
| Maxime Renault      | 725e     | 40 pts  |
| César Bihel         | 871e     | 29 pts  |
| Julien Guay         | 1329e    | 8 pts   |
| Pierre Gouault      | 1454e    | 5 pts   |